# مرسيدس-بنز جي إل كيه
مرسيدس بنز الفئة جي ال كى (بالإنجليزية: Mercedes-Benz GLK-Class)‏- سميت بهذا الاسم GLK اختصار لـGeländewagen Luxus Kompaktklasse هي سيارة كروس أوفر فاخرة مدمجة الحجم من صناعة مرسيدس بنز بدأ انتاجها سنة 2008 (X204 )وتم تجديدها سنة 2013 (X205) .

## مرسيدس بنز الفئة GLC
في سنة 2015 الغت شركة مرسيدس بنز طراز GLK لتضع طراز بديلا عنه باسم GLC .